# Pierwszy rząd Tiita Vähiego
Pierwszy rząd Tiita Vähiego – funkcjonujący 30 stycznia 1992 do 21 października 1992.

## Skład rządu
| funkcja                      | minister          | okres urzędowania | okres urzędowania    |
| funkcja                      | minister          | od                | do                   |
| ---------------------------- | ----------------- | ----------------- | -------------------- |
| Premier                      | Tiit Vähi         | 30 stycznia 1992  | 21 października 1992 |
| Minister gospodarki          | Heido Vitsur      | 30 stycznia 1992  | 8 czerwca 1992       |
| Minister gospodarki          | Olari Taal        | 15 czerwca 1992   | 21 października 1992 |
| Minister spraw zagranicznych | Lennart Meri      | 30 stycznia 1992  | 24 marca 1992        |
| Minister spraw zagranicznych | Jaan Manitski     | 6 kwietnia 1992   | 21 października 1992 |
| Minister handlu              | Aleksander Sikkal | 30 stycznia 1992  | 22 kwietnia 1992     |
| Minister handlu              | Andres Tamm       | 6 maja 1992       | 21 października 1992 |
| Minister finansów            | Rein Miller       | 30 stycznia 1992  | 21 października 1992 |
| Minister budownictwa         | Olari Taal        | 30 stycznia 1992  | 15 czerwca 1992      |
| Minister budownictwa         | Jaan Kabin        | 18 czerwca 1992   | 21 października 1992 |
| Minister rolnictwa           | Aavo Mölder       | 19 lutego 1992    | 21 października 1992 |
| Minister obrony narodowej    | Ülo Uluots        | 18 czerwca 1992   | 21 października 1992 |
| Minister kultury             | Märt Kubo         | 30 stycznia 1992  | 21 października 1992 |
| Minister pracy               | Arvo Kuddo        | 30 stycznia 1992  | 21 października 1992 |
| Minister spraw wewnętrznych  | Robert Närska     | 30 stycznia 1992  | 21 października 1992 |
| Minister przemysłu i energii | Aksel Treimann    | 30 stycznia 1992  | 21 października 1992 |
| Minister sprawiedliwości     | Märt Rask         | 30 stycznia 1992  | 21 października 1992 |
| Minister transportu          | Enn Sarap         | 30 stycznia 1992  | 21 października 1992 |
| Minister środowiska          | Tõnis Kaasik      | 30 stycznia 1992  | 21 października 1992 |
| Minister spraw socjalnych    | Laur Karu         | 12 marca 1992     | 21 października 1992 |
| Minister edukacji            | Rein Loik         | 30 stycznia 1992  | 21 października 1992 |
| Minister zdrowia             | Andres Kork       | 30 stycznia 1992  | 21 października 1992 |
| Minister bez teki            | Klara Hallik      | 16 kwietnia 1992  | 21 października 1992 |
| Minister bez teki            | Arvo Niitenberg   | 15 czerwca 1992   | 21 października 1992 |
| Minister bez teki            | Uno Veering       | 30 stycznia 1992  | 21 października 1992 |